# Brush Creek Township (comté de Wright, Missouri)
Pour les articles homonymes, voir Brush Creek Township.
Brush Creek Township est un township inactif, situé dans le comté de Wright, dans le Missouri, aux États-Unis,.
Le township est fondé en 1841 et baptisé en référence à un cours d'eau situé dans ses frontières.

### Source de la traduction
- (en) Cet article est partiellement ou en totalité issu de l’article de Wikipédia en anglais intitulé « Brush Creek Township, Wright County, Missouri » (voir la liste des auteurs).